# Schwaanhavel
Die Schwaanhavel, auch Schwanhavel oder Schwanenhavel, ist ein etwa dreieinhalb Kilometer langer Zufluss der Havel aus dem Plätlinsee in Mecklenburg-Vorpommern. Sie mäandriert nordwärts in  Richtung Wesenberg am Woblitzsee, wendet sich aber kurz vor Wesenberg nach Osten und erreicht hier die aus dem Woblitzsee kommende, nach Südosten in den Drewensee fließende Havel bzw. die Obere Havel-Wasserstraße.
In seinem natürlichen Verlauf schlängelt sich die Schwaanhavel durch Erlenbruchwälder und Wiesen vom Plätlinsee zur Havel. Das Umland ist der Lebensraum von Eisvögeln, Fischadlern und Fischotter. Die Schwaanhavel ist ein beliebtes Kanugewässer und für Motorboote gesperrt. Sie ist nur drei bis fünf Meter breit und meist unter einem Meter tief.
Der Name Schwaan dürfte nicht vom Vogel Schwan kommen, sondern kommt aus dem Altslawischen und bedeutet: živŭ = lebend oder zvati für rufen. Die Schwaanhavel dürfte so viel wie Lebender Fluss bedeuten.